# Eufriesea kimimari
Eufriesea kimimari är en biart som beskrevs av González och Gaiani 1989. Eufriesea kimimari ingår i släktet Eufriesea, tribus orkidébin, och familjen långtungebin. Inga underarter finns listade.